# Copa de la Reina de Balonmano 2016-17
La Copa de la Reina de Balonmano 2016-17 se disputó del 28 y el 30 de abril de 2017 en el Pabellón Municipal de Porriño de la localidad de Porriño, Galicia, España, por segunda vez consecutiva. El Rocasa Gran Canaria ACE se alzó con el título.

## Cambios
Las fechas previstas eran del 28 al 30 de abril, debido a que el 1 de mayo, es el Día Internacional de los Trabajadores, la nueva fecha pasó a ser del 29 de abril al 1 de mayo, para de aumentar la asistencia de gente.

## I Mini Copa
El KH-7 Granollers se ha alzado con el primer título del torneo que se disputa en paralelo a la copa, ante el BM Alcobendas, con un marcador final de 29:28.

## Sistema de competición

### Primera fase
Eliminatoria a partido único entre doce equipos, de los que pasan a la siguiente fase cada uno de los que salden con una victoria su respectivo partido.
| 1 de noviembre de 2016 12:30 (CET) | Aiala Zarautz KE | 24:17   | B.M.C. Mavi Nuevas Tecnologías |  |  |
|                                    |                  | Reporte |                                |  |  |

| 1 de noviembre de 2016 18:00 (CET) | Bfit Muchoticket Puchi | 40:29   | Balonmano Base Villaverde |  |  |
|                                    |                        | Reporte |                           |  |  |

| 1 de noviembre de 2016 11:30 (CET) | BM Castellón | 25:32   | Elche C.F. Mustang |  |  |
|                                    |              | Reporte |                    |  |  |

| 1 de noviembre de 2016 20:00 (CET) | ANSA Oviedo Balonmano Femenino | 30:38   | Carobels ULE Cleba León |  |  |
|                                    |                                | Reporte |                         |  |  |

| 1 de noviembre de 2016 19:00 (CET) | Logroño Sporting La Rioja | 19:33   | Clínicas Rincón Málaga |  |  |
|                                    |                           | Reporte |                        |  |  |

| 1 de noviembre de 2016 12:30 (CET) | Vicar Goya | 22:31   | KH-7 Granollers |  |  |
|                                    |            | Reporte |                 |  |  |

### Segunda fase
Eliminatoria a partido único que enfrentan a los seis equipos que pasaron de la primera fase a los primeros seis equipos clasificados de la División de Honor de balonmano femenino.
| 18 de febrero de 2017 18:00 (CET) | Elche C.F. Mustang | 25:21   | Prosetecnisa Zuazo |  |  |
|                                   |                    | Reporte |                    |  |  |

| 18 de febrero de 2017 18:00 (CET) | Carobels ULE Cleba León | 31:33   | Rocasa Gran Canaria ACE |  |  |
|                                   |                         | Reporte |                         |  |  |

| 18 de febrero de 2017 16:30 (CET) | Clínicas Rincón Málaga | 29:28   | Aula Valladolid |  |  |
|                                   |                        | Reporte |                 |  |  |

| 18 de febrero de 2017 18:30 (CET) | B.M.C. Mavi Nuevas Tecnologías | 20:21   | Mecalia Atlético Guardés |  |  |
|                                   |                                | Reporte |                          |  |  |

| 18 de febrero de 2017 17:30 (CET) | Ants:bfit - Muchoticket | 23:25   | Helvetia BM Alcobendas |  |  |
|                                   |                         | Reporte |                        |  |  |

| 18 de febrero de 2017 19:00 (CET) | KH-7 Granollers | 23:20   | BM Canyamelar |  |  |
|                                   |                 | Reporte |               |  |  |

## Fase final

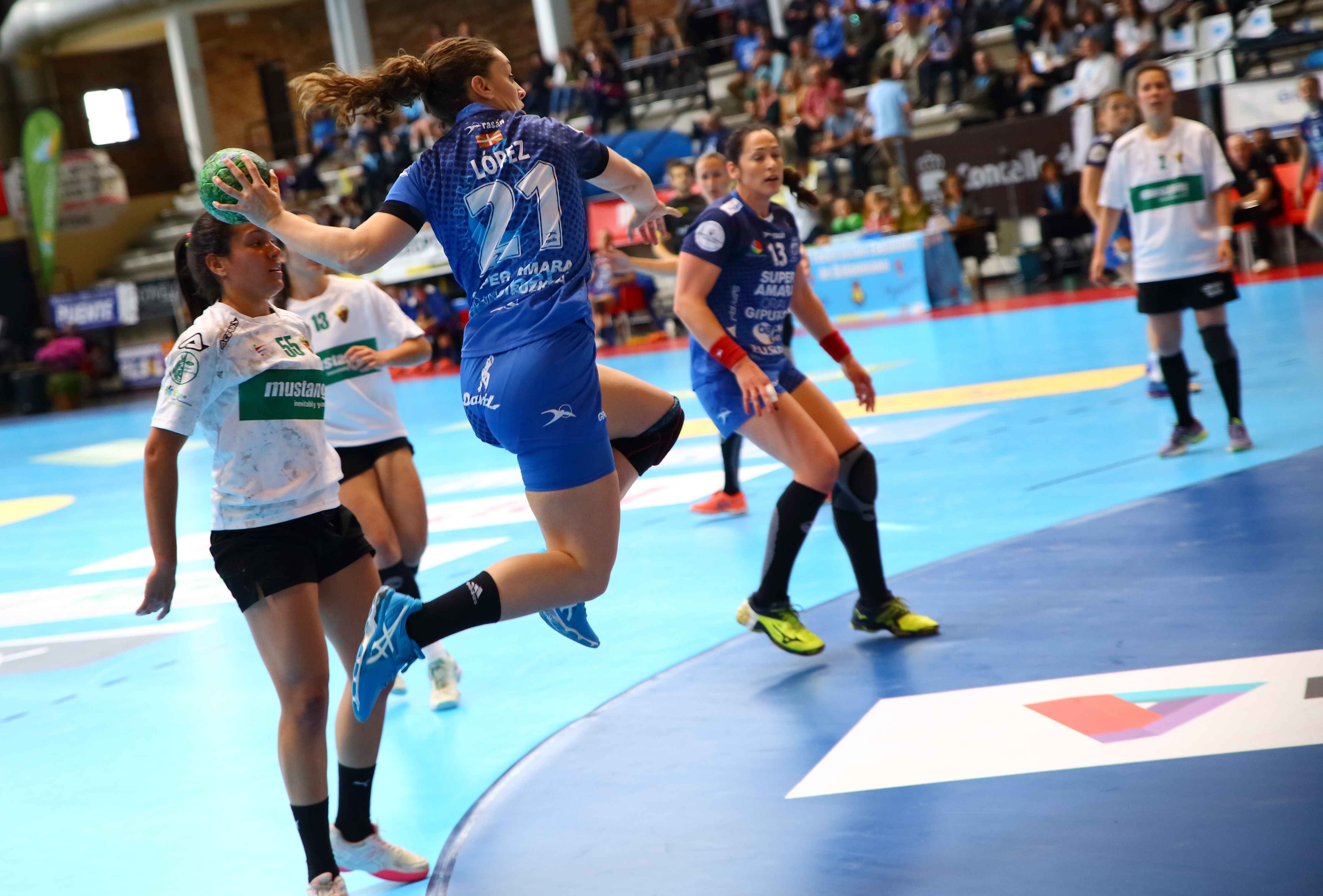
Marta López Herrero, partido de cuartos de final entre el Super Amara Bera Bera y el Elche Mustang

|  | Cuartos de final        | Cuartos de final        |                         |    | Semifinal | Semifinal |  |  | Final | Final |
|  |                         |                         |                         |    |           |           |  |  |       |       |
|  | 30 de abril de 2017     |                         |                         |    |           |           |  |  |       |       |
|  |                         |                         |                         |    |           |           |  |  |       |       |
|  | Super Amara Bera Bera   | 28                      |                         |    |           |           |  |  |       |       |
|  | Super Amara Bera Bera   | 28                      | 31 de abril de 2017     |    |           |           |  |  |       |       |
|  | Elche Mustang           | 24                      |                         |    |           |           |  |  |       |       |
|  | Elche Mustang           | 24                      | Super Amara Bera Bera   | 20 |           |           |  |  |       |       |
|  | 29 de abril de 2017     |                         | Super Amara Bera Bera   | 20 |           |           |  |  |       |       |
|  |                         | Mecalia Atl. Guardés    | 19                      |    |           |           |  |  |       |       |
|  | KH-7 BM. Granollers     | Mecalia Atl. Guardés    | 19                      | 24 |           |           |  |  |       |       |
|  | KH-7 BM. Granollers     |                         | 1 de mayo de 2017       | 24 |           |           |  |  |       |       |
|  | Mecalia Atl. Guardés    | 25                      |                         |    |           |           |  |  |       |       |
|  | Mecalia Atl. Guardés    | 25                      | Super Amara Bera Bera   | 26 |           |           |  |  |       |       |
|  | 29 de abril de 2017     |                         | Super Amara Bera Bera   | 26 |           |           |  |  |       |       |
|  |                         | Rocasa Gran Canaria ACE | 27                      |    |           |           |  |  |       |       |
|  | Rocasa Gran Canaria ACE | Rocasa Gran Canaria ACE | 27                      | 33 |           |           |  |  |       |       |
|  | Rocasa Gran Canaria ACE | 31 de abril de 2017     |                         | 33 |           |           |  |  |       |       |
|  | Clínicas Rincón Málaga  | 21                      |                         |    |           |           |  |  |       |       |
|  | Clínicas Rincón Málaga  | 21                      | Rocasa Gran Canaria ACE | 29 |           |           |  |  |       |       |
|  | 29 de abril de 2017     |                         | Rocasa Gran Canaria ACE | 29 |           |           |  |  |       |       |
|  |                         | Helvetia BM Alcobendas  | 19                      |    |           |           |  |  |       |       |
|  | Helvetia BM Alcobendas  | Helvetia BM Alcobendas  | 19                      | 24 |           |           |  |  |       |       |
|  | Helvetia BM Alcobendas  |                         |                         | 24 |           |           |  |  |       |       |
|  | BM Porriño              | 23                      |                         |    |           |           |  |  |       |       |
|  | BM Porriño              | 23                      |                         |    |           |           |  |  |       |       |

| Campeón                 |
| Rocasa Gran Canaria ACE |